# La O
La O (llamada oficialmente San Salvador do Castro), es una parroquia española situada en el municipio de Dozón, en la provincia de Pontevedra, Galicia.

## Otra denominación
La parroquia también se denomina San Salvador de La O o Santa Salvador P. de La O.

## Entidades de población
Entidades de población que forman parte de la parroquia:
- Abeledo (O Abeledo)
- Aldea de Arriba (A Aldea de Arriba)
- Cadabal (Cadaval)
- Candedo (O Candedo)
- Castro (O Castro)
- Edreira (A Edreira)
- Mizoite de Abajo (Mizoite de Abaixo)
- Mizoite de Arriba
- Reboredo

## Demografía
| Gráfica de evolución demográfica de La O entre 2000 y 2020 |
|                                                            |
| Datos según el nomenclátor publicado por el INE.           |